# Adiantum lucidum
Adiantum lucidum är en kantbräkenväxtart som först beskrevs av Antonio José Cavanilles, och fick sitt nu gällande namn av Olof Peter Swartz. Adiantum lucidum ingår i släktet Adiantum och familjen Pteridaceae. Inga underarter finns listade.